# 胡连翠
胡连翠（1935年—2021年11月17日），女，安徽含山人，中国戏曲电视剧导演，黄梅戏音乐电视剧创始人，中共十五大代表。曾任安徽电视台一级导演，中国电视艺术家协会理事。

## 生平
胡连翠于1935年出生于安徽省含山县，1950年毕业于安徽省含山中学，并考取巢湖师范。后进入安徽师范大学（原安徽师范学院）音乐专业学习，毕业后留校工作。34岁时调入安徽电视台工作，担任节目组组长并兼任直播节目导演，开始了她的导演生涯。1978年始，胡连翠着手创作文艺节目，所拍摄的《花鼓新秀》是安徽电视台在中央电视台播出的第一个节目，所导演的黄梅戏《包公误》是安徽电视台在中央电视台播出的第一个戏曲节目，自编自导的歌舞剧《花鼓女》成为中央电视台第一批对外交流的电视剧之一。之后，胡连翠又先后执导了音乐片《将军的摇篮》、《采石明月醉太白》、《奚秀兰回娘家》、《西出阳关访故人》、《走不完的爱》等。1987年，胡连翠执导了她的第一部戏曲电视剧《西厢记》，从此进入戏曲电视剧的执导工作。
1991年起享受国务院政府特殊津贴，1993年获全国五一劳动奖章、全国优秀文艺工作者称号，1995年被授予全国劳动模范荣誉称号。
2003年，在中国电视金鹰奖20周年庆典活动上，胡连翠荣获中国电视“金鹰奖”突出成就奖，是获奖的10名导演中唯一戏曲电视剧导演。
2021年11月17日，因病在合肥去世，享年86岁。

## 作品
从1987年始，胡连翠共执导了14部黄梅戏音乐电视剧，10次夺得中国电视剧“飞天奖”，11次获中国电视“金鹰奖”最佳。
| 年份   | 类型       | 片名           | 职务       | 合作导演       | 奖项 |
| ------ | ---------- | -------------- | ---------- | -------------- | --- |
| 1988年 | 戏曲电视剧 | 《西厢记》     | 导演       |                | - 第六届大众电视“金鹰奖”最佳戏曲片创新奖 - 全国第三届戏曲电视剧“金三角”奖 - 美国南海“金猴奖”二等奖                                                                                             |
| 1989年 | 戏曲电视剧 | 《朱熹与丽娘》 | 导演       |                | - 全国第九届电视剧“飞天奖”戏曲电视剧二等奖 - 第七届大众电视“金鹰奖”最佳戏曲片奖 |
| 1990年 | 戏曲电视剧 | 《遥指杏花村》 | 导演、编剧 |                | - 全国第十届电视剧“飞天奖”戏曲电视剧二等奖 - 全国第五届戏曲电视剧多本剧二等奖 - 全国第三届“乌金奖”特等奖                                                                                       |
| 1992年 | 戏曲电视剧 | 《桃花扇》     | 导演       |                | - 全国第十二届电视剧“飞天奖”戏曲电视剧二等奖 - 第十届大众电视“金鹰奖”最佳戏曲片奖 - 美国南海“金猴奖”三等奖                                                                                     |
| 1993年 | 戏曲电视剧 | 《半把剪刀》   | 总导演     | 李连元、余志坚 | - 第十一届大众电视“金鹰奖”最佳戏曲片奖 - 全国第九届戏曲电视剧二等奖 |
| 1994年 | 戏曲电视剧 | 《玉堂春》     | 导演       |                | - 第十二届大众电视“金鹰奖”最佳戏曲片奖 - 中国首届戏曲展播优秀戏曲片奖 |
| 1995年 | 戏曲电视剧 | 《孟丽君》     | 总导演     | 何玉水、苑原   | - 全国第十五届电视剧“飞天奖”戏曲电视剧三等奖 - 第十三届大众电视“金鹰奖”最佳戏曲片奖 |
| 1996年 | 戏曲电视剧 | 《家》         | 总导演     | 苑原、周天虹   | - 全国第十六届电视剧“飞天奖”戏曲电视剧二等奖 - 第十四届大众电视“金鹰奖”最佳戏曲片奖 - 全国“五个一工程”奖 - 全国戏曲二等奖                                                                      |
| 1997年 | 戏曲电视剧 | 《春》         | 总导演     | 苑原、周天虹   | - 全国第十七届电视剧“飞天奖”戏曲电视剧一等奖 - 第十五届大众电视“金鹰奖”最佳戏曲片奖 - 第十五届中国电视“金鹰奖”戏曲电视剧（巨力杯）最佳导演奖 - 全国“五个一工程”奖 - “97”中国电视戏曲展播一等奖 |
| 1998年 | 戏曲电视剧 | 《秋》         | 总导演     | 苑原、周天虹   | - 全国第十八届电视剧“飞天奖”戏曲电视剧二等奖 - 第十六届大众电视“金鹰奖”最佳戏曲片奖 |
| 1999年 | 戏曲电视剧 | 《啼笑因缘》   | 总导演     | 苑原、周天虹   | - 全国第十九届电视剧“飞天奖”戏曲电视剧三等奖 - 第十七届大众电视“金鹰奖”最佳戏曲片奖 |
| 2001年 | 戏曲电视剧 | 《二月》       | 总导演     | 苑原           | - 全国第二十一届电视剧“飞天奖”戏曲电视剧二等奖 - 第十九届大众电视“金鹰奖”优秀作品奖 |
| 2003年 | 戏曲电视剧 | 《潘张玉良》   | 总导演     | 周天虹、苑原   | - 第二十三届电视剧“飞天奖”戏曲电视剧一等奖 |
| 2004年 | 戏曲电视剧 | 《祝福》       | 总导演     | 周天虹、李伟   | |

## 家庭
- 丈夫：周屏，原安徽省治金工业厅副厅长[2]。
- 女儿：周天虹，安徽广播电视台导演、制片人、研发中心副主任[2]。